# Tom Laughlin
Thomas Robert „Tom“ Laughlin (* 10. August 1931 in Minneapolis, Minnesota; † 12. Dezember 2013 in Thousand Oaks, Kalifornien) war ein US-amerikanischer Filmschauspieler und Filmemacher, der in den 1960er- und 1970er-Jahren mit Independentfilmen große Erfolge feiern konnte.

## Biografie
Thomas „Tom“ Laughlin wuchs auf in Milwaukee und besuchte die University of Minnesota sowie die Indiana University. Seit Mitte der 1950er-Jahre spielte er jugendliche Nebenrollen in Fernseh- und Kinofilmen. 1957 hatte er eine Hauptrolle in Robert Altmans The Delinquents. Als ihm der Durchbruch in Hollywood nicht gelingen wollte, zog er sich zunächst aus dem Filmgeschäft zurück und leitete eine Montessorischule in Santa Monica. 
Seit Anfang der 1960er-Jahre trat Tom Laughlin wieder als Darsteller, Autor, Produzent, Kameramann und Regisseur von billig gemachten Filmen in Erscheinung, wobei er zahlreiche Pseudonyme für seine Aktivitäten hinter der Kamera benutzte. 1967 schuf und spielte Laughlin in dem Biker-Film Engel der Hölle (The Born Losers) erstmals die Figur des Halbbluts „Billy Jack“, eines schweigsamen Einzelgängers, der mit stoischer Naivität und fernöstlichen Kampfkünsten für Gerechtigkeit sorgt. In dem actionreichen Film setzt sich Billy Jack gegen eine Bande von Motorrad-Rockern durch. Der relative Erfolg des Filmes führte zu einer Fortsetzung. In Billy Jack (1971) schützt der Held eine von Freigeistern unterhaltene Schule vor dem örtlichen Establishment. Der Streifen kostete 800.000 Dollar und spielte viele Millionen ein; Laughlin war einer der profitabelsten Filme aller Zeiten gelungen. Eine weitere Fortsetzung, The Trial of Billy Jack (1974), brachte es innerhalb von 30 Tagen auf 22 Millionen Dollar an der Kinokasse. 1975 gründete Laughlin die Produktionsgesellschaft Billy Jack Enterprises, bezog einen repräsentativen Bürokomplex inmitten Hollywoods, produzierte für 3,5 Millionen den Film Der Rächer von Kalifornien, inszenierte den Streifen unter dem Pseudonym „Frank Laughlin“, spielte die Hauptrolle und machte damit prompt Bankrott. Allerdings erntete die junge Barbara Carrera für ihre Rolle in dem Film eine Golden-Globe-Nominierung. 1977 fand schließlich auch der vierte Film um Laughlins Kultfigur, Billy Jack Goes to Washington, ein „schwerfälliges Remake“ (Leonard Maltin) des Klassikers Mr. Smith geht nach Washington von Frank Capra, kaum noch Beachtung.
1985 kündigte er einen fünften Billy Jack-Film an, aus dem jedoch nichts wurde, als er sich während der Dreharbeiten verletzte und die Produktion pleiteging. Nur einzelne Szenen wurden bislang veröffentlicht. Anfang der 1990er-Jahre trat er politisch in Erscheinung und bewarb sich 1992 erfolglos um die Nominierung als demokratischer Präsidentschaftskandidat. 2004 versuchte er es als republikanischer Kandidat erneut und ebenso erfolglos. Zuletzt bekundete Tom Laughlin Interesse an einer Kandidatur zum Gouverneur von Kalifornien.
2001 berichtete Laughlin auf seiner Webseite über seine Erkrankung an Zungenkrebs. Er publizierte Ratgeber, in denen er über seine durch Psychotraining unterstützte Heilung berichtet und engagierte sich gegen den Irakkrieg. Tom Laughlin war seit 1954 mit der Schauspielkollegin Delores Taylor (1932–2018) verheiratet und hatte mit ihr eine Tochter. Taylor war in den meisten Filmen ihres Mannes als Schauspielerin zu sehen, teilweise fungierte sie auch als Co-Produzentin.

## Filmografie (Auswahl)
- 1955–1957: Climax (Fernsehserie, 4 Folgen)
- 1956: Das Herz eines Millionärs (These Wilder Years)
- 1956: Anders als die anderen (Tea and Sympathy)
- 1957: The Delinquents
- 1958: South Pacific
- 1959: April entdeckt die Männer (Gidget)
- 1959: Schlacht im Korallenmeer (Battle of the Coral Sea)
- 1960: Je länger, je lieber (Tall Story)
- 1961: Like Father, Like Son – auch Regisseur, Autor und Produzent
- 1962: The Proper Time – auch Regisseur, Autor, Produzent und Filmeditor
- 1967: Engel der Hölle (The Born Losers) – auch Regisseur und Produzent
- 1971: Billy Jack (Billy Jack) – auch Regisseur, Autor und Produzent
- 1974: The Trial of Billy Jack – auch Regisseur, Autor und Produzent
- 1975: Der Rächer von Kalifornien (The Master Gunfighter) – auch Regisseur und Autor
- 1976: Reise der Verdammten (Voyage of the Damned)
- 1977: Billy Jack Goes to Washington – auch Regisseur und Autor
- 1986: The Return of Billy Jack (unvollendet, nur einige Szenen veröffentlicht) – auch Regisseur, Autor und Produzent